# Ladislao Bárdossy
Ladislao Bárdossy (en húngaro: Bárdossy László; Szombathely, 10 de diciembre de 1890-Budapest, 10 de enero de 1946) fue un diplomático y político húngaro, que presidió el Gobierno durante la Segunda Guerra Mundial, entre abril de 1941 y marzo de 1942.

## Comienzos y carácter
Bárdossy nació el 10 de diciembre de 1890 en Szombathely, en el seno de una familia de baja nobleza, acostumbrada a servir en la administración estatal. Su padre, Jenő Bárdossy, era consejero ministerial. Su madre fue Gizella Zarka de Felsőőr.
Cursó estudios secundarios en Eperjes y Budapest. Más tarde estudió derecho en Budapest, Berlín y París. Durante sus estudios, adquirió el dominio del alemán, el francés y el inglés. Intelectualmente brillante, idealista, recto e inclinado a la estética, ingresó en el Ministerio de Cultura en 1913. Aunque su paso por este ministerio le sirvió para familiarizarse con el funcionamiento de la Administración, avanzó lentamente en el escalafón. En 1918 era aún secretario adjunto y tuvo que esperar a 1921 para ascender a secretario del ministerio, aún un puesto menor y mal remunerado.

## Carrera diplomática
Ingresó en el nuevo Ministerio de Asuntos Exteriores, creado tras la independencia de Hungría, proclamada tras la Primera Guerra Mundial a finales de 1918, el 18 de febrero de 1922. En 1926 pasó a encabezar el departamento de prensa del ministerio, en el que había trabajado como ayudante del responsable de la sección desde su ingreso en el ministerio.
El 1 de marzo de 1930, fue nombrado ministro-consejero del embajador húngaro en Londres.

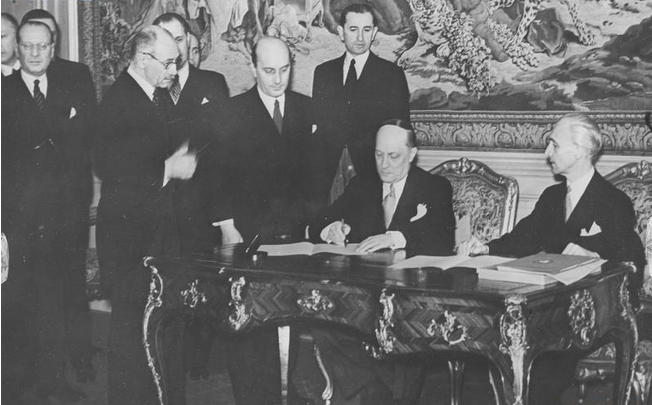
Bárdossy en la firma del tratado de amistad «eterna» con Yugoslavia. De pie junto a la mesa, con gafas, el primer ministro húngaro Pablo Teleki.

En estos años de frustración ante el nulo éxito de las demandas húngaras, Bárdossy fue perdiendo su anterior ilusión y adquiriendo cinismo. Físicamente frágil, sus problemas afectaban a su mente. Su gran capacidad de observación y habilidad para evaluar rápidamente las situaciones le llevaban a veces a una confianza en sí mismo excesiva y a tomar decisiones prematuras. Sus comentarios acerbos le ganaban enemigos. A pesar de su inteligencia excepcional, Bárdossy no logró adquirir prudencia y sagacidad, defectos que se hicieron patentes durante su época posterior al frente del Gobierno. A pesar de la falta de éxitos en los objetivos revisionistas magiares de la legación en Londres, los británicos reconocieron la habilidad diplomática de Bárdossy.
El 18 de diciembre de 1934, fue nombrado embajador en Rumanía; pasó luego a ocupar el puesto de ministro de Asuntos Exteriores el 29 de enero de 1941, a la muerte repentina de su antecesor. Contaba entonces con casi dos décadas de experiencia en el servicio diplomático. Durante la crisis germano-yugoslava por el golpe de Estado en Belgrado de finales de marzo y comienzos de abril que condujo a la Invasión de Yugoslavia, se opuso a aceptar la oferta de Hitler de territorios a cambio de la participación húngara en la campaña militar, posición que coincidía con la del primer ministro Pablo Teleki pero que chocó con el entusiasmo del regente y de los mandos militares. A pesar de su oposición a la participación húngara en la invasión, consideró nulo el pacto de amistad firmado por los dos países en diciembre de 1940 por el golpe de Estado.
Fue escogido por el regente Horthy como primer ministro a la muerte por suicidio de Teleki el 3 de abril. Contó para ello con el respaldo de los principales consejeros conservadores del regente, como el expresidente del Gobierno Esteban Bethlen o el exministro de Asuntos Exteriores Kálmán Kánya. La tarde anterior, había compartido con Teleki la información sobre la llegada de las unidades militares alemanas que debían participar en la invasión de Yugoslavia y la advertencia de la embajada de Londres de que esto o la implicación húngara podía acarrear la declaración de guerra del Gobierno británico. No pertenecía a ningún partido, lo que, unido su neutralidad política, podía evitar el rechazo de Berlín al nombramiento.

## Al frente del Gobierno

### Política nacional
Partidario de la modernización social del país, pensaba que las reformas necesarias se podrían lograr mediante una política de derecha radical, similar a la de su predecesor Gyula Gömbös. Bárdossy defendía una mayor justicia social, una reforma moderada de la propiedad de la tierra, la modernización de la administración y una política más social que la anterior.

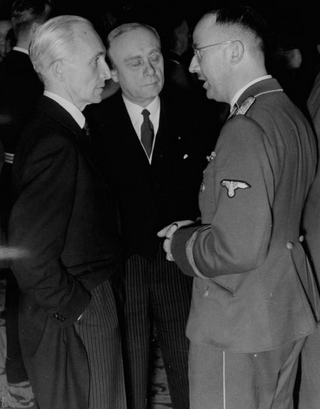
Bárdossy, junto al embajador húngaro en Berlín y futuro primer ministro Döme Sztójay y Heinrich Himmler. Bárdossy aprobó nuevas leyes antisemitas y durante su gobierno tuvieron lugar diversas matanzas de población judía.

Anticomunista y antisemita, aprobó nuevas leyes antijudías que limitaban las actividades económicas de los judíos y les impedían mantener relaciones sexuales con los no judíos o casarse. Conocida como tercer ley antijudía (por las dos anteriores promulgadas por Teleki durante sus dos mandatos de gobierno), fue heredada del anterior gabinete, aunque se suavizó. Como consecuencia de las leyes de julio de 1941, dieciocho mil judíos de Rutenia fueron trasladados en trenes de carga a la frontera y entregados a las SS alemanas, a pesar de las protestas alemanas. Estos judíos, sin ciudadanía húngara, fueron enviados a las cercanías de Kamenets-Podolski, donde fueron fusilados —sobrevivieron unos dos mil— por miembros de los «comandos especiales» nazis, en uno de los primeros casos de asesinatos masivos de la Segunda Guerra Mundial (27-28 de julio de 1941). El Gobierno de Bárdossy planeaba «repatriar» a los judíos sin ciudadanía húngara y aquellos que se habían refugiado en el país ante el avance nazi por Europa. Cuando uno de los escasos supervivientes de la matanza logró narrar el destino de los deportados al ministro de Interior Ferenc Kereszter-Fischer, las expulsiones cesaron.
La población judía húngara alcanzaba las 825.000 personas en 1941 incluyendo los nuevos territorios anexionados. Las nuevas leyes húngaras definían a los judíos en términos "raciales" (no religiosos), prohibían el matrimonio entre judíos y gentiles y los excluía de ciertas profesiones y de la educación superior más allá de un 6% del total (numerus clausus establecido en 1924, pero apenas aplicado).
Tras la entrada en la guerra de Hungría, los batallones de trabajo fueron enviados al frente, a las órdenes de oficiales húngaros. Dedicados a la construcción de instalaciones militares en trabajos forzados, sufrían a menudo condiciones terribles de frío, falta de comida, atención médica y refugio en el frente oriental (se calcula que unos veintisiete mil trabajadores judíos murieron antes de la ocupación alemana en marzo de 1944).
Bajo su gobierno se produjeron, en diciembre de 1941 y enero de 1942, matanzas de judíos y serbios en la Voivodina recuperada, en la que murieron varios miles de personas. En la zona se habían detectado grupos de partisanos y, ante la incapacidad de la policía para enfrentarse a ellos, se envió al ejército, que perpetró los asesinatos, incluyendo los de mujeres y niños. Los oficiales involucrados fueron condenados tardíamente pero Bárdossy fue absuelto.

### Política internacional

#### Invasión de Yugoslavia

Adquisiciones territoriales húngaras (1938-1941).
Durante el mandato de Bárdossy (territorio yugoslavo)

Bajo su gobierno Hungría participó en el ataque y ocupación de Yugoslavia, de la que se anexionó territorios que le habían pertenecido antes del Tratado de Trianon —11 475 km² y un millón de habitantes, alrededor de un 40 % de ellos húngaros—. La reticencia húngara a participar, sin embargo, llevó a Alemania a sospechar de la posición húngara: Hitler no informó a Hungría de los preparativos secretos para la invasión de la Unión Soviética, en la que Hungría no participó inicialmente. Las tropas alemanas de invasión evitaron el territorio húngaro y sus aeródromos no pudieron ser utilizados por la Luftwaffe, siguiendo las directivas del alto mando húngaro de 22 de marzo de 1941.

#### Guerra con la Unión Soviética

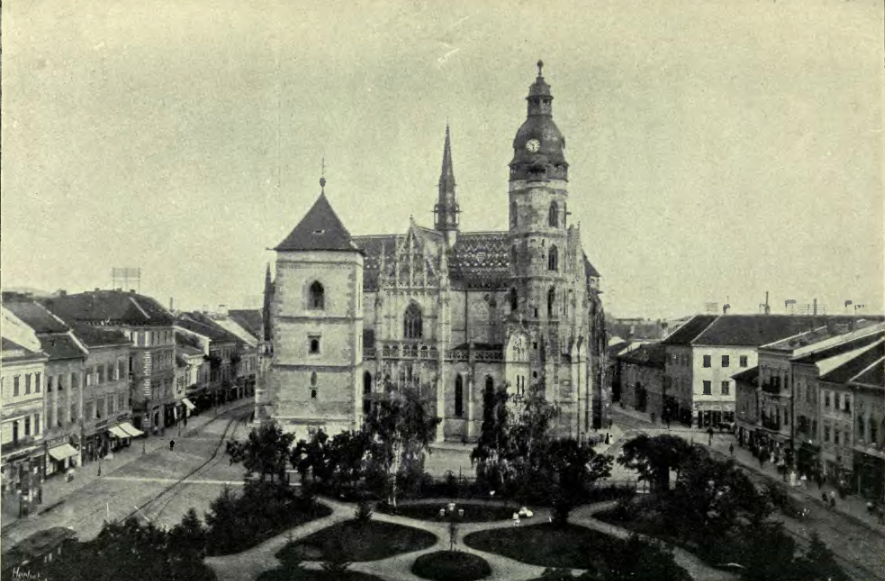
Kassa (Košice), bombardeada supuestamente por aviones soviéticos, dio la excusa a Bárdossy para declarar la guerra a la Unión Soviética.

El jefe del Estado Mayor, general Werth, defendió la participación de Hungría en la guerra contra los soviéticos del lado alemán a pesar de no haber petición oficial alemana, expresando su preocupación sobre los posibles efectos desfavorables para el país en caso de no tomar parte, mientras Rumanía, rival en la posesión de Transilvania sí lo hacía. Contactos militares alemanes habían sugerido a Werth la conveniencia de una participación voluntaria de Hungría. El gabinete rechazó la propuesta, pero se decidió romper relaciones con Moscú como concesión a los alemanes y a sus partidarios húngaros. Cuatro días después, sin embargo, tras el bombardeo de Kassa supuestamente por aviones soviéticos, Bárdossy, que estaba convencido de que se trataba de aviones alemanes disfrazados y que el ataque era una forma de obligar a Hungría a entrar en guerra, logró que el gabinete y el regente le respaldasen y declarasen la guerra a la Unión Soviética al día siguiente. Bárdossy decidió participar en la ofensiva alemana, con fuerzas limitadas, para evitar el peligro de que Hungría, al mantener la neutralidad, fuese utilizada como recompensa de Hitler a sus aliados y adversarios de Hungría (Eslovaquia y Rumanía) si Alemania salía victoriosa. La política de Bárdossy se basaba en una campaña rápida que debía acabar con una victoria alemana.
Al comienzo, el número de tropas húngaras en la invasión de la Unión Soviética no fue muy elevado pero, tras los reveses alemanes del invierno de 1941, estos aumentaron sus demandas a Bárdossy, tanto de tropas como de materias primas para la industria alemana. Tras la visita en enero de 1942 del ministro de Exteriores alemán, Ribbentrop, y la posterior de Keitel, se formó el 2.º Ejército húngaro, con ciento cincuenta mil hombres, que fue enviado al frente oriental y participó en las ofensivas del verano y el otoño. Sufrió numerosísimas bajas en la batalla de Vorónezh a principios de 1943.

#### Guerra con los Aliados occidentales
Desoyó el ultimátum británico del 29 de noviembre de 1941 para que Hungría abandonase la guerra, que le fue declarada el 6 de diciembre. El 12 del mismo mes, declaró la guerra a los Estados Unidos. Sentía que Gran Bretaña había cometido un injusticia con Hungría, primero participando en la partición del país en el Tratado de Trianon y más tarde apoyando a los soviéticos, sin entender la lógica actitud de los británicos hacia su aliado en la guerra contra Alemania, en la que Hungría contribuía al esfuerzo bélico alemán.

#### Destitución
Ante estas maniobras que ponían en peligro la política de equilibrios entre Alemania y los Aliados que el regente había intentado mantener desde los años treinta, Bárdossy fue destituido el 7 de marzo de 1942. Le sustituyó Miklós Kállay, político del ala conservadora tradicionalista del partido del gobierno (10 de marzo de 1942), Horthy trató así de encontrar un primer ministro aceptable para los alemanes pero que aumentase las distancias con ellos.

## Arresto, juicio y muerte
En 1943 pasó a presidir la Liga Unida Nacional Cristiana. Reelegido diputado por su ciudad natal en 1944, defendió la continuación de la guerra, se esforzó por mejorar la cooperación entre los partidos de ultraderecha y participó en la Alianza Nacional —cuyos estatutos redactó—, que trataba de impedir cualquier intento de abandonar la contienda. En agosto de 1944, el plenipotenciario alemán Edmund Veesenmayer planteó su candidatura al puesto de ministro de Asuntos Exteriores en el nuevo Gobierno que iba a suceder al de Döme Sztójay, ya que se le consideraba una figura filogermana, nombramiento que Horthy rechazó. A comienzos de septiembre y a pesar de que durante su mandato el país había declarado la guerra a la URSS y a los Estados Unidos sin el beneplácito previo de las Cortes, exigió que estas tratasen cualquier intento de plantear un armisticio con los Aliados.
Al acercarse el frente, Bárdossy abandonó Szombathely en 1944 y, con ayuda de Veesenmayer, se trasladó a Baviera. En abril de 1945 logró un visado para entrar en Suiza, donde residió en un campo de refugiados. Tras exigir libertad de movimientos como diplomático, el gobierno suizo lo expulsó el 4 de mayo de 1945.
Arrestado por los norteamericanos, fue entregado por la Comisión de Control Aliada al nuevo Gobierno húngaro el 3 de octubre de 1945, que presentó contra él cuatro cargos por crímenes de guerra y dos por crímenes contra la humanidad. Fue juzgado por un tribunal popular (29 de octubre de 1945-3 de noviembre de 1945) junto con otros cuatro ex primeros ministros, condenado por crímenes de guerra y colaboración con los nazis y fusilado en Budapest el 9 de enero de 1946.